# Corvera de Toranzo

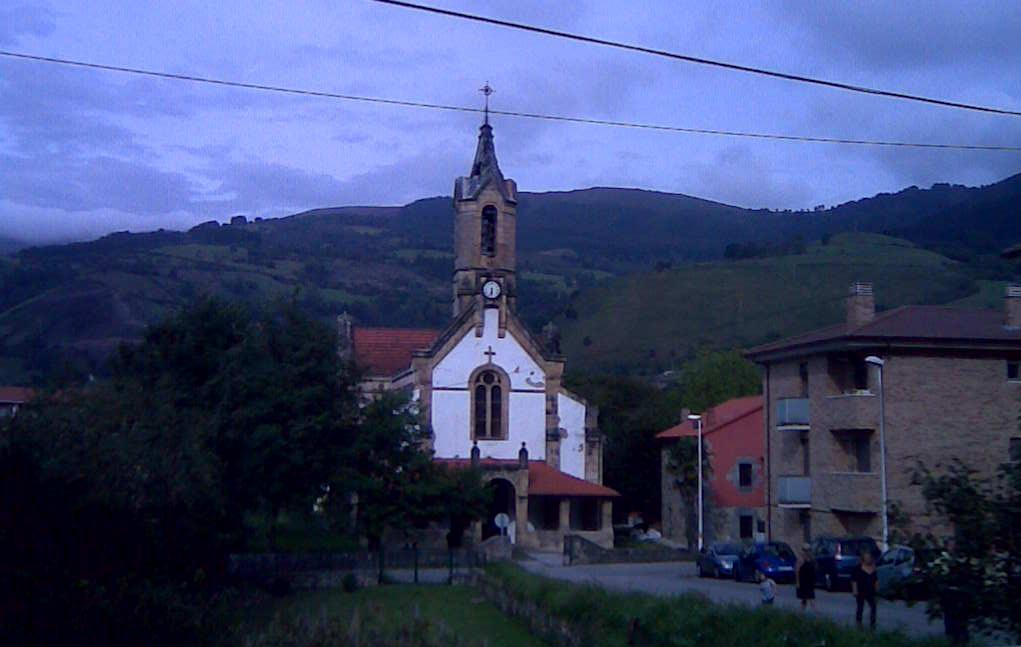
Església de la localitat d'Ontaneda, a Corvera de Toranzo.

Corvera de Toranzo és una comarca de la Comunitat Autònoma de Cantàbria. Està situat en la part de la conca del Pas que es coneix com a Vall de Toranzo. Limita al nord amb el municipi de Puente Viesgo, al sud amb Luena, a l'est amb Santiurde de Toranzo i a l'oest amb Arenas de Iguña, Anievas i San Felices de Buelna.

## Localitats
- Alceda.
- Borleña.
- Castillo Pedroso.
- Corvera.
- Esponzúes.
- Ontaneda.
- Prases.
- Quintana de Toranzo.
- San Vicente de Toranzo (Capital).
- Sel del Tojo.
- Villegar.

## Demografia
| 1900  | 1910  | 1920  | 1930  | 1940  | 1950  | 1960  | 1970  | 1980  | 1990  | 2000  | 2007  |
| ----- | ----- | ----- | ----- | ----- | ----- | ----- | ----- | ----- | ----- | ----- | ----- |
| 2.884 | 2.943 | 2.962 | 2.945 | 3.013 | 3.105 | 2.893 | 2.607 | 2.508 | 2.264 | 2.064 | 2.199 |

Font: INE

## Administració
| Eleccions municipals, 23 de maig de 2003 |      |        |          |
| Partit                                   | Vots | %      | Regidors |
| UCCT                                     | 581  | 34,92% | 4        |
| IVT                                      | 525  | 31,55% | 3        |
| PSOE                                     | 234  | 14,06% | 1        |
| PP                                       | 211  | 12,68% | 1        |

| Eleccions municipals, 27 de maig de 2007 |      |        |          |
| Partit                                   | Vots | %      | Regidors |
| PP                                       | 797  | 49,87% | 6        |
| PRC                                      | 567  | 35,48% | 4        |
| PSOE                                     | 223  | 13,95% | 1        |

## Personatges il·lustres
- José Manuel Abascal: (1958) Atleta, medalla de bronze als Jocs Olímpics de 1984.